# Иза (река)
И́за (рум. Iza) — река в северной Румынии, левый приток реки Тиса, относится к бассейну Дуная. Длина — 80 километров. Площадь водосборного бассейна — 1293 км².
Берёт начало на хребте Родна, к западу от горы Пьетрос, у села Сэчел. Течёт в северо-западном направлении по территории жудеца Марамуреш, огибает с севера город Драгомирешти. Впадает в Тису у города Сигету-Мармацией.
Главные притоки — Байк (левый), Ботиза (левый), Мара (левый).